# 福州地铁
福州地铁，又称福州城市轨道交通，是服务于中国福建省福州市的城市轨道交通系统，其线网首段线路于2016年5月18日开通运营，使福州市成为福建省首座、中国大陆第25座开通地铁的城市。截至目前，福州地铁已开通五条线路（1号线、2号线、4号线、5号线、6号线），并有四条线路正在建设中，远期规划有九条线路。
福州地铁由福州市政府全资拥有的国有企业福州地铁集团负责建设、运营及管理。

## 历史

### 规划
- 福州最早于1995年制定的《福州市城市总体规划》中规划建设三条快速轨道交通线路，即南北线与东西线以及一条通往马鞍的支线，远期规划建设环线并连接福州长乐国际机场[5]。
- 2002年7月，福州市规划局和上海交研所共同编制了《福州市轨道交通网络规划》，围绕建设“一中心，6组团”的城市布局结构，提出远景形成两纵一横一环（4条线）网络架构，总长约136.2公里。
- 2007年9月，福州市政府批复同意了《福州市轨道交通网络规划》修编。为加快推进前期工作，市政府还成立了福州市城市轨道交通建设领导小组，下设办公室挂靠市发改委开展工作，具体负责福州城市快速轨道交通网络规划工作。

### 审批过程

#### 首期建设审批
- 2008年5月9日至2008年5月14日，福州市政府提交给国家发展与改革委员会的《福州市城市快速轨道交通建设规划》经过中国国际工程咨询公司评估[6]，2008年6月6日建设计划通过环保部的评估[7]。
- 2009年6月，福州市政府上报此建设项目经国家发展与改革委员会审批通过了《福州市城市快速轨道交通近期建设规划》[8]。在国家发展与改革委员会最终批复版本的建设规划中，仅同意了福州市轨道交通的近期规划，即于2008年-2016年期间新建两条地铁线路，分别为福州地铁1号线和2号线，两条线路总长55.3公里[9][10]。
- 2009年6月3日，福州地铁1、2号线获国务院批准[9]。
- 2009年9月，北京城建设计研究总院评审通过《福州市轨道交通1号线工程可行性研究报告》[11]。
- 2009年12月，1号线的占地申请获得国土资源部批准，将占用60.84公顷，其中农用地为26.43公顷[12]。近期建设规划估算总投资300.2亿元，其中项目资本金123.5亿元，占总投资的41.1%。[8]资金筹措以福州市政府为主导，多渠道筹资[13]。
- 2011年4月29日，福建省发展和改革委员会批复了福州市轨道交通1号线一期工程初步设计。[14]
- 2014年3月20日，省发改委批复了福州市轨道交通2号线工程与福州市轨道交通1号线二期工程的初步设计。[15][16]

#### 第二期建设审批
- 2015年12月31日，国家发展与改革委员会审批通过了福州市城市轨道交通第二期建设规划，即于2015-2021年间新建三条地铁线路，分别为为福州地铁4号线、5号线与6号线。[17]
- 2016年8月31日，省发改委批复了福州市轨道交通6号线工程可行性研究报告。[18]
- 2017年4月1日，省发改委批复了福州市轨道交通5号线工程可行性研究报告。[19]
- 2017年7月3日，省发改委批复了福州市轨道交通4号线工程可行性研究报告。[20]
- 2020年7月2日，国家发展与改革委员会审批通过了福州市城市轨道交通第二期建设规划调整，规划新增2号线马尾延伸段和6号线东调段[21][22]。

### 建设过程
- 2009年12月26日，福州地铁1号线动工仪式于试验段白湖亭站举行。[23]
- 2011年，地铁1号线车站陆续开工建设。[24]
- 2014年11月28日，福州地铁2号线动工仪式于金祥站举行。[25]
- 2015年12月30日，福州地铁1号线二期动工。[26]
- 2016年5月18日，地铁1号线一期南段（三叉街至福州火车南站）开通试运营。[27]
- 2016年11月30日，福州地铁6号线动工仪式于林浦站举行。[28]
- 2017年1月6日，地铁1号线一期北段（象峰至三叉街）开通试运营。[29]
- 2017年10月31日，福州地铁5号线金环路站围挡动工，系5号线首个动工的项目。[30]
- 2017年12月29日，福州地铁4号线花海公园站（工程名：江边村站）围挡动工，系4号线首个动工的项目。[31]
- 2019年4月26日，地铁2号线开通试运营。[32]
- 2019年12月27日，闽东北协同发展区城际铁路F1线（滨海快线）在南公园站（工程名：国货路站）举行开工仪式。
- 2020年12月27日，福州地铁1号线二期（福州火车南站至三江口）开通试运营。[33]
- 2022年4月29日，福州地铁5号线一期首通段（荆溪厚屿至螺洲古镇）开通试运营。[34]
- 2022年8月28日，福州地铁6号线一期（潘墩至万寿）开通试运营。[35]
- 2023年8月27日，福州地鐵4號線環線首通段和福州地鐵5號線一期後通段宣布同時開通運營。[36]

## 线路

### 运营线路图
|              |       |               |                |          |              |      |                   |          |                         |
| 线路         | 线路  | 首段开通时间  | 最近延伸日期   | 起讫站点 | 起讫站点     | 站数 | 运营长度 （公里） | 车型编组 | 车辆段/停车场           |
| 市区地铁路线 |       |               |                |          |              |      |                   |          |                         |
|              | 1号线 | 2016年5月18日 | 2020年12月27日 | 象峰     | 三江口       | 25   | 29.84             | 6B       | 新店车辆段 清凉山停车场 |
|              | 2号线 | 2019年4月26日 | 不適用         | 苏洋     | 洋里         | 22   | 30.629            | 6B       | 鼓山车辆段 竹岐停车场   |
|              | 4号线 | 2023年8月27日 | 不適用         | 凤凰池   | 帝封江       | 19   | 24                | 6B       | 前锦车辆段 洪塘停车场   |
|              | 5号线 | 2022年4月29日 | 2023年8月27日  | 荆溪厚屿 | 福州火车南站 | 20   | 27.7              | 6B       | 樟岚车辆段 塔前停车场   |
|              | 6号线 | 2022年8月28日 | 不適用         | 潘墩     | 万寿         | 14   | 31.346            | 4B       | 横港车辆段 樟岚停车场   |
| 注释         |       |               |                |          |              |      |                   |          |                         |
| 1. 2.        |       |               |                |          |              |      |                   |          |                         |

### 通车运营时间
| 年份   | 日期     | 所属线路          | 通车区间                |
| ------ | -------- | ----------------- | ----------------------- |
| 2016年 | 5月18日  | █ 1号线一期南段   | 三叉街 – 福州火车南站   |
| 2017年 | 1月6日   | █ 1号线一期北段   | 象峰 – 三叉街           |
| 2019年 | 4月26日  | █ 2号线           | 苏洋 – 洋里             |
| 2020年 | 12月27日 | █ 1号线二期       | 福州火车南站 – 三江口   |
| 2022年 | 4月29日  | █ 5号线一期首通段 | 荆溪厚屿 – 螺洲古镇     |
| 2022年 | 8月28日  | █ 6号线一期       | 潘墩 – 万寿             |
| 2023年 | 8月27日  | █ 4号线首通段     | 凤凰池 – 帝封江         |
| 2023年 | 8月27日  | █ 5号线一期后通段 | 螺洲古镇 – 福州火车南站 |

### 已运营线路

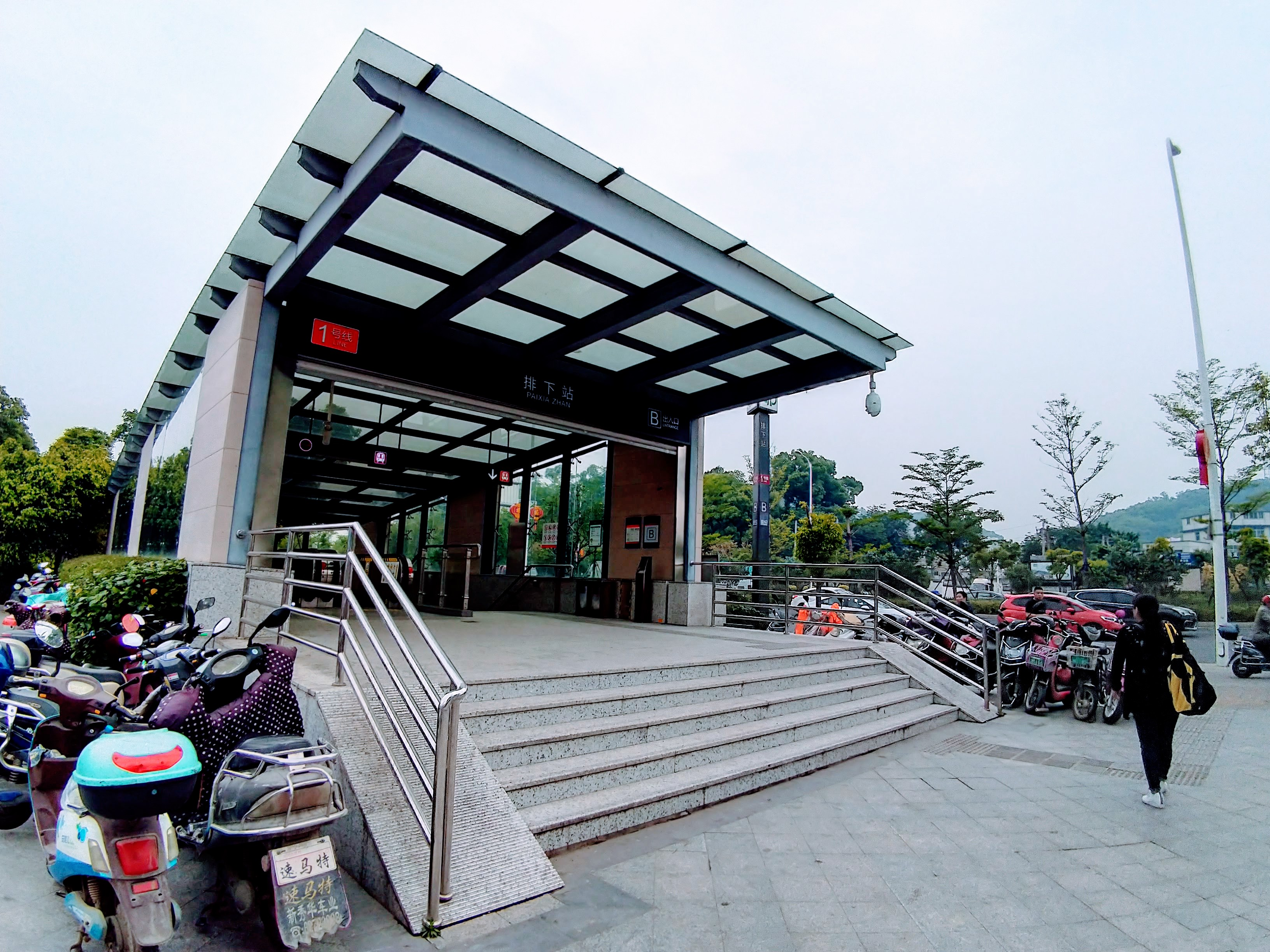
福州地鐵排下站

#### 1号线
1号线一期线路起自新店镇象峰，沿秀峰路敷设、秀山站后转至厦坊路罗汉山站至火车站，后经华林路、八一七路、六一路、则徐大道、福峡路，至胪雷站后转向螺城路到达福州火车南站站。二期南延工程于2015年底开始围挡施工，增建安平站（原湖际站）、梁厝站、下洋站，止于三江口站。
1号线一期总长24.89公里，分为两段开通，其中：
- 南段（三叉街－福州火车南站）于2016年5月18日开通运营
- 北段（上藤－象峰）于2017年1月6日开通运营

1号线二期（福州火车南站－三江口）总长4.921公里，于2020年12月27日开通运营

#### 2号线
2号线位于东西向城市发展副轴，进一步引导和巩固上街大学城、金山工业区、金山居住区的开发建设，引导晋安区的改造、升级。2号线长30.629公里，设22个站。线路起于闽侯竹岐乡苏洋村，沿G316国道至上街站后转至旗山大道，过厚庭站后向东穿乌龙江至桔园洲站后沿金祥路敷设，过闽江后经祥坂站、西洋站于南门兜站与1号线换乘，之后沿古田路福马路敷设止于洋里站。2号线马尾延伸段已纳入第二期建设规划调整，而在远期，2号线还将继续延伸至闽侯竹岐。
2号线一期工程于2014年11月28日正式开工，于2019年4月26日开通试运营。
2号线东延线分为两期建设：
- 一期（洋里－青洲）：总长13.1公里，设站8座，新增马尾停车场一座
- 二期（青洲－马尾港）：总长2.3公里，设站2座

#### 4号线
4号线是福州市轨道交通拓展或加密线路，与1、2号线共同构成“十”字加“L”形网络，与5号线构成近似环状线路。4号线一期工程自半洲站至帝封江站，一期线路全长28.4公里，设站23座，停车场2座，其中：
- 一期首通段（鳳凰池－帝封江）：2023年8月27日开通运营[36]

#### 5号线
5号线连接南台岛各组团，实现各组团间客流联系。5号线一期工程自荆溪厚屿至福州火车南站，沿途经洪塘、金山、浦上、奥体、义序、螺洲等片区，一期线路全长27.3公里，设站20座，停车场2座，规划建设期为2017～2023年。5号线远期计划延伸至闽侯县城。 线路于2017年9月动工，一期首通段于2022年4月29日开通运营。
5号线一期总长27.7公里，分为两段开通，其中：
- 首通段（荆溪厚屿－螺洲古镇）：2022年4月29日开通运营[34]
- 后通段（螺洲古镇－福州火车南站）：2023年8月27日開通運營[36]

#### 6号线
6号线作为福州主城与滨海新城轨道交通联系骨干线，总体呈东西走向。线路全长36.636公里，设站21座。线路途经三江口、长乐、滨海新城等组团，是城市东扩发展战略的保障项目，引向城市沿江向海发展，引导和支持长乐、滨海地区开发建设。
6号线分两期工程建设：
- 一期（潘墩－万寿）：2016年11月30日正式开工，2022年8月28日开通运营[49]
- 二期东调段（万寿－十八孔闸）：2022年7月5日正式开工，预计2027年开通运营[50][51]

### 未来发展线路
|                                                                                 |          |                |              |               |              |               |          |        |          |                       |               |
|                                                                                 |          |                |              |               |              |               |          |        |          |                       |               |
| 福州地铁未来发展线路表                                                          |          |                |              |               |              |               |          |        |          |                       |               |
| 线路                                                                            | 线路     | 区段           | 预计通车时间 | 起讫站点      | 起讫站点     | 长度 （公里） | 车型编组 | 车站数 | 建设状态 | 车辆段/停车场         | 参考资料      |
| 建造中的线路                                                                    |          |                |              |               |              |               |          |        |          |                       |               |
|                                                                                 | 4号线    | 一期后通段     | 2025年       | 半洲          | 凤凰池       | 4.4           | 6B       | 4      | 建设中   | 洪塘停车场            |               |
|                                                                                 | 滨海快线 |                | 2025年       | 福州火车站    | 文岭         | 62.4          | 4A[1][4] | 13[2]  | 建设中   | 文岭车辆段 东升停车场 | [ 52 ] [ 53 ] |
|                                                                                 | 2号线    | 东延线（一期） | 2026年       | 洋里          | 青洲         | 13.1          | 6B       | 8      | 建设中   |                       | [ 54 ]        |
|                                                                                 | 6号线    | 二期东调段     | 2026年       | 万寿          | 十八孔闸     | 5.34          | 4B[3]    | 5      | 建设中   |                       |               |
| 近期规划线路                                                                    |          |                |              |               |              |               |          |        |          |                       |               |
|                                                                                 | 2号线    | 东延线（二期） | 2030年       | 青洲          | 马尾港       | 2.3           | 6B       | 2      | 规划中   | 马尾停车场            |               |
|                                                                                 | 3号线    | 一期           | 2030年       | 战坂          | 福耀科技大学 | 26.7          | 6B       | 20     | 规划中   |                       | [ 55 ] [ 56 ] |
|                                                                                 | 6号线    | 西延线         | 2030年       | 洪塘          | 潘墩         | 13.6          | 4/6B     | 10     | 规划中   |                       |               |
|                                                                                 | S1线     | 一期           | 2030年       | 祥谦          | 创业大道     | 35.8          | 4A[4]    | 8      | 规划中   |                       | [ 56 ]        |
| 远期规划线路                                                                    |          |                |              |               |              |               |          |        |          |                       |               |
|                                                                                 | 4号线    | 二期           | 未知         | 帝封江        | 半洲         | 13.3          | 6B       | 8      | 规划中   |                       | [ 56 ]        |
|                                                                                 | 7号线    |                | 未知         | 软件园东      | 东岭路       | 23.5          | 6B       | 16     | 规划中   |                       | [ 56 ]        |
|                                                                                 | 8号线    |                | 未知         | 青岐          | 福州火车南站 | 42.2          | 6B       | 26     | 规划中   |                       | [ 56 ]        |
|                                                                                 | 9号线    |                | 未知         | 铜盘路        | 福州西站     | 23.6          | 6B       | 15     | 规划中   |                       | [ 56 ]        |
|                                                                                 | 10号线   |                | 未知         | 董屿·福建师大 | 祥谦         | 25.5          | 4/6A[4]  | 12     | 规划中   |                       | [ 56 ]        |
|                                                                                 | 11号线   |                | 未知         | 金峰北        | 下洋         | 31.1          | 6B       | 16     | 规划中   |                       | [ 56 ]        |
|                                                                                 | 13号线   |                | 未知         | 梅花镇        | 松下站       | 38.4          | 6B       | 22     | 规划中   |                       | [ 56 ]        |
|                                                                                 | S2线     |                | 未知         | 福州火车南站  | 连江/物流城  | 35.1          | -        | -      | 规划中   |                       | [ 56 ]        |
|                                                                                 | S3线     |                | 未知         | 松下站        | 福清西站     | 34.7          | -        | 12     | 规划中   |                       | [ 56 ]        |
| 注释                                                                            |          |                |              |               |              |               |          |        |          |                       |               |
| - 1 远期预留6A - 2 不含盖山、莲花山两座预留车站 - 3 远期预留6B - 4 采用市域车型 |          |                |              |               |              |               |          |        |          |                       |               |

#### 在建线路

##### 4号线
4号线是福州市轨道交通拓展或加密线路，建成后将与1、2号线共同构成“十”字加“L”形网络，与5号线构成近似环状线路。4号线一期工程自半洲站至帝封江站，一期线路全长28.4公里，设站23座，停车场2座，线路于2017年12月动工，已于2023年8月27日开通首通段（凤凰池站至帝封江站）运营。

##### 滨海快线
滨海快线起自福州火车站，终至文岭，是联系福州市老城区、滨海新城与福州长乐国际机场的市域铁路，线路全长62.4公里，设站15座（含2座预留站），设计时速140公里，城区段采用地下敷设，郊区段采用高架结合山岭隧道敷设方式，线路于2019年底开工，预计2024年开通运营。

##### F2线
F2线服务于莆田市直达福州长乐国际机场，是连接莆田市与福州长乐国际机场重要的轨道交通。

##### F3线
F3线服务于宁德市直达福州长乐国际机场，是连接宁德市与福州长乐国际机场重要的轨道交通。

#### 近期规划线路

##### 3号线
3号线途经南屿南通、仓山、鼓台、新店等组团，连接高新区、奥体中心、老仓山中心、福州火车站等重要节点，是福州主城区范围轨道交通南北向骨干线。线路全长约35.4公里，设站28座。

##### S1线
S1线起于滨海快线祥谦站，经东南汽车城、福清市区，止于福清站，一期工程线路总长约35公里，共设站10座，其中涉及福清市约19公里，设站5座。该线路后期预留延伸至滨海新城、龙高半岛、江阴岛的条件。

#### 远期规划线路

##### 7号线
7号线途经琅岐、潭头、金峰、湖南、漳港、滨海新城核心区、松下，沟通福州滨海新城南北向北部、临空经济区、滨海新城核心区等重要节点，是福州滨海新城范围轨道交通南北向轨道交通骨干线。线路全长28.3公里，设站22座。

##### 8号线
8号线连接大学城、科技城、青口汽车城、长乐地区，是福州市主副城补充骨干线、乌龙江南岸市域快线。线路全长49.8公里，设站20座。

##### 9号线
9号线服务于滨海新城和长乐新城，是滨海新城轨道交通加密线路。线路全长24.4公里，设站15座。

## 运营

### 换乘车站
福州地铁在设计各条路线的时候均在部分站点设计为换乘站，方便提高线网利用率。
| 车站           | 线路1           | 线路2              | 线路3              | 换乘方式                                                        | 启用时间   |
| -------------- | --------------- | ------------------ | ------------------ | --------------------------------------------------------------- | ---------- |
| 南门兜         | █ 1号线         | █ 2号线            |                    | 通道换乘                                                        | 2019年     |
| 金山           | █ 2号线         | █ 5号线            |                    | 节点换乘、站厅换乘                                              | 2022年     |
| 梁厝           | █ 1号线         | █ 6号线            |                    | 同台换乘、站厅换乘                                              | 2022年     |
| 下洋           | █ 1号线         | █ 6号线            |                    | 站厅换乘                                                        | 2022年     |
| 福州火车南站   | █ 1号线         | █ 5号线            |                    | 通道换乘                                                        | 2023年     |
| 东街口         | █ 1号线         | █ 4号线            |                    | 节点换乘、站厅换乘                                              | 2023年     |
| 前屿           | █ 2号线         | █ 4号线            |                    | 节点换乘、站厅换乘                                              | 2023年     |
| 城门           | █ 1号线         | █ 4号线            |                    | 节点换乘、站厅换乘                                              | 2023年     |
| 林浦           | █ 4号线         | █ 6号线            |                    | 节点换乘、站厅换乘                                              | 2023年     |
| 帝封江         | █ 4号线         | █ 5号线            | █ 滨海快线（在建） | 4号线↔5号线：同台换乘、站厅换乘 4号线、5号线↔滨海快线：站厅换乘 | 2023年     |
| 洪塘           | █ 4号线（在建） | █ 5号线            |                    | 节点换乘、站厅换乘                                              | 预计2025年 |
| 福州火车站     | █ 1号线         | █ 滨海快线（在建） |                    | 通道换乘                                                        | 预计2025年 |
| 东门           | █ 4号线         | █ 滨海快线（在建） |                    | 通道换乘                                                        | 预计2025年 |
| 三叉街         | █ 1号线         | █ 滨海快线（在建） |                    | 出站换乘                                                        | 预计2025年 |
| 滨海中央商务区 | █ 6号线（在建） | █ 滨海快线（在建） |                    | 节点换乘                                                        | 预计2026年 |

### 票务

#### 票价

##### 听证
福州市发改委于2016年2月1日发布福州地铁票价方案征求意见，并于2月24日在西湖宾馆福建会堂四楼福州厅进行票价听证。
征求意见为两种票价递增形式：
- 方案1

| 票价（元/次） | 2   | 3   | 4    | 5     | 6     | 7     | +1  |
| ------------- | --- | --- | ---- | ----- | ----- | ----- | --- |
| 里程（Km）    | 0-4 | 4-8 | 8-12 | 12-18 | 18-24 | 24-32 | >32 |
| 跨度（Km）    | -   | 4   | 4    | 6     | 6     | 8     | +8  |

- 方案2

| 票价（元/次） | 2   | 3   | 4    | 5     | 6     | 7     | +1  |
| ------------- | --- | --- | ---- | ----- | ----- | ----- | --- |
| 里程（Km）    | 0-5 | 5-9 | 9-13 | 13-19 | 19-25 | 25-33 | >33 |
| 跨度（Km）    | -   | 4   | 4    | 6     | 6     | 8     | +8  |

方案1与方案2在价格递进上无差别，仅为起步及分段公里数较为不同。

##### 正式公布
而3月29日公布的正式票价中，并未采用上述两种计价方式，而是在上述两种的基础上进行微调。
起步里程调整为5KM，分段长度亦进行了微调。
| 票价（元/次） | 2   | 3    | 4     | 5     | 6     | +1  |
| ------------- | --- | ---- | ----- | ----- | ----- | --- |
| 里程（Km）    | 0-5 | 5-10 | 10-15 | 15-22 | 22-29 | >29 |
| 跨度（Km）    | -   | 5    | 5     | 7     | 7     | +9  |

#### 票种
- 单程票

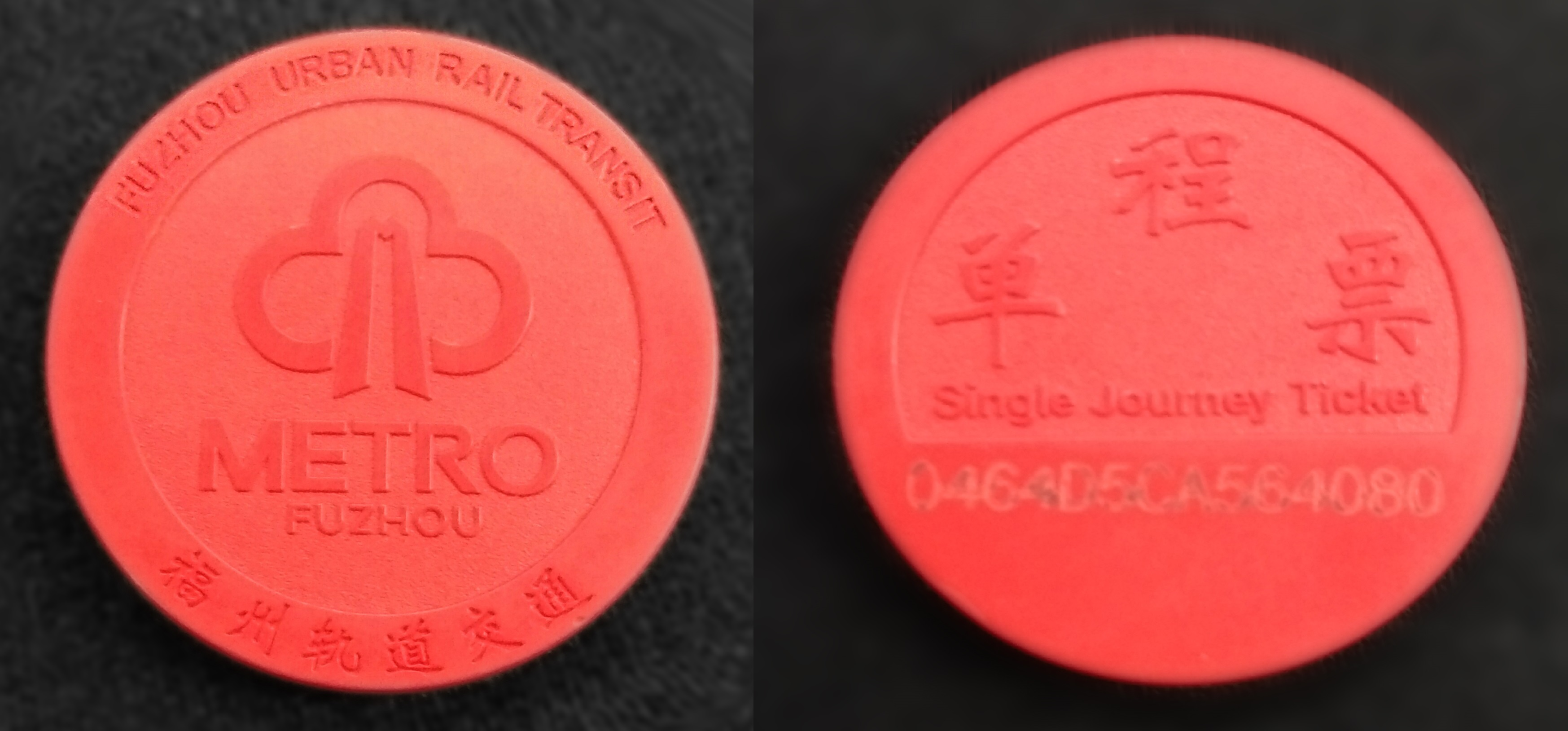
福州地铁使用的单程票

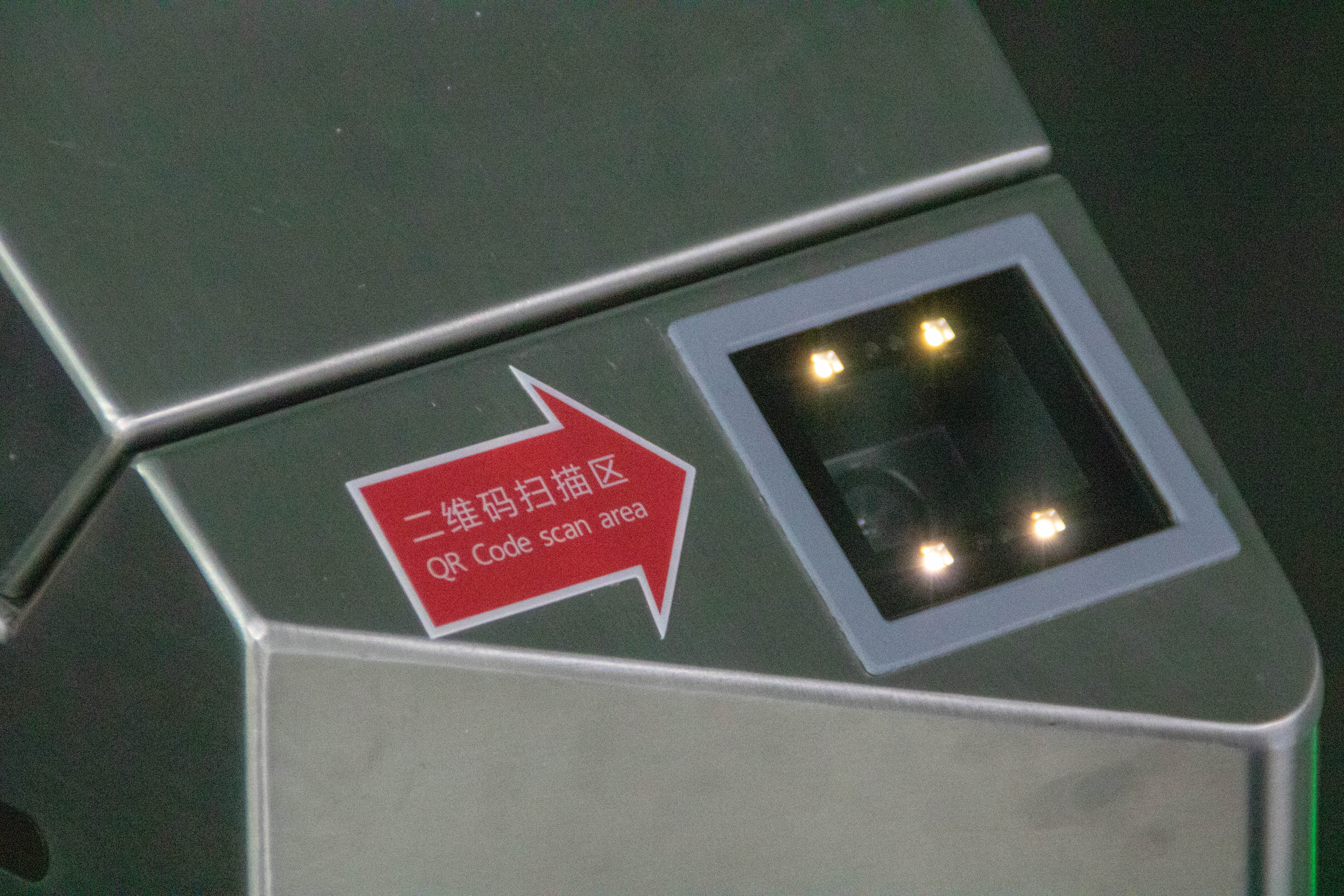
福州地铁二维码扫描设备

福州地铁的单程票采用筹码式（Token）车票，形状为红色塑料圆片，票面中间为福州地铁的标志，且有英文大写字样，车票外圈上部为英文大写字样，下部为中文“福州轨道交通”。单程票可在各地铁站内的自动售票机购买，进站时在闸机上感应车票，出站时将车票投入回收槽验票。
- 榕城一卡通

乘客可使用“榕城一卡通”公交卡乘坐福州地铁，进出站验票均为在闸机上刷卡。“榕城一卡通”可在各地铁站内的客服中心或福州市内的网点购买、儲值，而敬老卡仅限户籍在福州市六区六县（不包括平潭综合实验区）的70周岁以上老年人免费办理。从2016年12月1日起，使用“榕城一卡通”乘坐地铁可享有9折优惠，学生卡可享5折优惠：
| 卡类       | 优惠                                                                             |
| ---------- | -------------------------------------------------------------------------------- |
| 交通聯合卡 | 九折优惠。如符合公交换乘地铁优惠条件则再优惠1元。                                |
| 普通卡     | 九折优惠。如符合公交换乘地铁优惠条件则再优惠1元。                                |
| 成人卡     | 仅可使用电子钱包区，九折优惠。如符合公交换乘地铁优惠条件则再优惠1元。            |
| 学生卡     | 仅可使用电子钱包区，五折优惠。                                                   |
| 敬老卡     | 非高峰期免费，其余时段（工作日7:00-9:00，17:00-19:00，以入站时间为准）九折优惠。 |
| 福馬同城通 | 九折优惠。如符合公交换乘地铁优惠条件则再优惠1元。                                |

- 二维码

2017年10月16日，福州地铁启用二维码车票，每个车站均设有二维码闸机，乘客可通过下载“福州地铁码上行”或“e福州”手机应用通过扫描二维码进出站，付款方式可选择支付宝或银行卡，享受9折（“e福州”茉莉分满686者8折）优惠。使用“福州地铁码上行”乘车除绑定指定银行卡支付且启用“扫码乘车启用智能付款”功能可享受优惠（指定银行卡以官宣活动为准），其余支付方式支付原价车资。2021年1月25日，福州地铁支持云闪付和支付宝APP扫码乘地铁。
- 计次卡

2017年3月14日，福州地铁开始发行常规计次卡，使用此卡仅需注意剩余次数而不计算票价，计次卡的单张售价分别为50元/15次、100元/30次、150元/45次三种，相当于每次花费3.33元。计次卡可在各地铁站内客服中心购买，进出站需在闸机上刷卡验票，次数用尽后不回收。
- 纪念票

福州地铁不定期发行纪念票，纪念票材质分为纸质与磁卡，纸质车票通常只能单次使用，乘客需通过客服中心边门人工验票进出站，磁卡车票分有单程票与计次票，乘客可直接通过闸机验票进出站，次数用尽不回收。

### 广播
福州地铁广播现时使用三种语言，依次为普通話、福州话与英語。其中，福州话报站的播音员是福州广播电视台FM90.1左海之声方言广播主播郭铃。
在車站廣播方面，除部分乘車指引只有普通話，或者普通話和福州話外，均會使用普閩英三語提供乘車指引的信息。例如在抵站時的歡迎詞和站廳、月台之間播出的乘車指引，也均會提供普通話、福州話和英語廣播。
商業廣告方面，福州地鐵會在報站廣播的導向部分加入由商家贊助的場所；2017年開始在車廂內報站廣播前增加「〇〇〇提醒您」的品牌冠名。

## 标识

### Logo
福州因遍植榕树，有榕城之别称，因而福州地铁标志以榕树为设计基本元素，加入“三山一水”的概念（于山、乌山、屏山、闽江）。色彩以代表榕树的“榕城绿”为标准色，使标志更加集中体现福州地域特色，具有强烈的识别性和认知度。标志色彩以代表榕树的“榕城绿”为标准色，体现了地铁绿色环保、快速便捷的视觉感受。标志中间”树干“部分似变形的字母“M”，即“Metro”的第一个字母。
由于该标识，部分福州地铁爱好者称呼为“菜头”。

### 吉祥物
福州地铁的吉祥物为来自青运会的“榕榕”，“榕榕”的外观形象以福州市树——榕树为设计主体，充分展现了福州市的地方特色，与福州地铁的标志相得益彰。绿色象征着环保与活力，符合地铁环保、节能的特征，同时也生动诠释了轨道交通这一新兴运输行业的活力与希望，符合福州地铁倡导的“绿色地铁　幸福穿梭”理念。

## 争议以及焦点事件

### 站名翻译争议
2016年1月，部分消息透露福州地铁将采用汉语拼音翻译，引发关注讨论，有网友认为应将汉语拼音标注更改为英文标注。关于站名翻译标注事宜，福州市城市地铁有限责任公司也多次在福州12345便民呼叫中心网站上进行了回复。据了解，根据《福建省地名管理办法》143号令相关规定，台、站、港、场、公路、铁路、桥梁、隧道等具有地名意义的交通运输设施名称，属于“地名”的范畴，公共场所与公共设施的地名标识应当使用标准地名，而中国地名的罗马字母拼写，按国家公布的《汉语拼音方案》和《中国地名汉语拼音字母拼写规则》执行。地铁公司方面在回复中表示，福州地铁各站的站名标识经福州市民政局地名办指导修改，并批准同意轨道交通工程各站点标识的站名翻译标注统一采用汉语拼音，并通过了专家的评审。5月13日，福州地铁开放1号线南段试乘，译名再度引起热议，相关记者前日就此事再次采访了福州市城市地铁有限责任公司，该公司再次表示，地铁站名的拼音标注，是按照国家地名管理有关规定设置的。针对这场因为拼音标注引起的争议，有网友建议，虽然地铁公司的说法让人“无法驳斥”，但部分工作可以做得更好，比如“Fuzhouhuochenanzhan”是需要断字的拼音，究竟是“che nan”还是“chen an”，连串字母标注容易引发误解，应考虑留下间隔。针对国内地铁站名标注出现的汉语拼音标注和“英文+汉语拼音”标注两种形式，有网友希望国家相关部门能出台标准，统一标注方式，避免引发争议。
2016年5月17日，地铁公司对乘客集中反映的一些问题立即着手调整，计划将原来的汉语拼音标注调整为更符合使用习惯的英文标注；5月21日，福州地铁相关工作人员解释称：“现在市民的英文水平已大幅度提高，考虑到市民此前建议，现已陆续在更换路面及地铁车厢内的相应标志”。

### 分段开通争议
由于4号线的金牛山站至洪塘站区间遇到复杂地质因素导致贯通进度缓慢，而线路上的其他区间已全部贯通，该区间滞后的情况直接影响全线的通车时间。此前，福州地铁集团曾表示，因线路全自动线路，不宜分段开通，许多市民对此说法感到不满；但也有业内人士分析指出，结合4号线一期工程综合联调方案通过专家评审以及10月30日全线“热滑”节点来看，主要客流集中区段（凤凰池站至帝封江站区间）先行开通试运行的可能性仍存在。

### 站线停运事件
2023年7月29日，受第5号台风“杜苏芮”影响，福州地铁部分车站站外积水较多，为确保市民出行安全，截止6时30分，2号线的洋里临时关站；以及1号线的树兜C、D口、斗门A口、葫芦阵C口，5号线的浦上大道B口、东岭C口、螺洲古镇B口临时关闭出入口，9时起，福州地铁全线网车站暂停运营服务，暂停乘客进站乘车。16时起，福州地铁全线网恢复运营服务，其中除1号线葫芦阵C口和2号线洋里A、D口仍关闭外，其它车站及出入口均正常开放。